# アルノー＝アマニュー・ダルブレ
アルノー＝アマニュー・ダルブレ（フランス語：Arnaud-Amanieu d'Albret, 1338年8月4日 - 1401年）は、アルブレ領主（在位：1358年 - 1401年）。
アマニューはブレティニー条約（1360年）によりイングランド王エドワード3世が獲得したガスコーニュに領地を持っていた。エドワード3世は息子のエドワード黒太子をアキテーヌ公およびガスコーニュ公に任じ、1363年にアマニューはエドワード3世父子に臣下の礼をとった。1368年、アマニューは密約によりフランス王シャルル5世側に寝返った。

## 生涯
アルノー＝アマニューはベルナール＝エジ2世とマルト・ダルマニャックの息子である。
1330年、イングランド王エドワード3世は貴族らと交渉するためにガスコーニュに兵を派遣した。ベルナール＝エジ2世は息子アルノー＝アマニューとケント伯エドマンド・オブ・ウッドストックの娘との結婚をまとめようとしたが失敗した。
1363年、当時アキテーヌ公およびガスコーニュ公であったエドワード黒太子は、アルノー＝アマニューを筆頭とした貴族たちから臣下の礼を受けるため領地を訪れた。7月9日、ボルドーの大聖堂で、アルノー＝アマニューはベルトも帽子もつけずに黒太子の前に真っ先にひざまずき、（イングランド王への忠誠を守ることを）宣誓し、聖書と十字架にキスをした。そして最後に黒太子の口にキスをした（交わりと平和を意味する「聖なるキス」）。しかし、アルノー＝アマニューと黒太子の良好な関係は長くは続かなかった。
1368年、カスティーリャ内戦に参加するためにピレネー山脈を越える準備をしていたとき、エドワード黒太子はアルノー＝アマニューに軍の派遣を要求したが、要求された兵力はアルブレ領主が十分に対応できる規模を超えていた。アルノー＝アマニューはこれを拒否し、これに対し黒太子は以下のように述べた：
私の議会の命令を破ろうとするとき、アルブレ卿はまさに偉大な領主である。神にかけて、物事は彼の思い通りにはならない。彼が望むなら領地にいてくれてかまわない、私は彼の千の槍がなくてもできる。
エドワード黒太子の議会はまた、新たな税である炉床税（fouage）を布告したが、これは在地貴族らの激しい憤慨を受けた。アルマニャック伯ジャン1世、コマンジュ伯ピエール・レーモン2世、ペリゴール伯ロジェ・ベルナールおよびアルノー＝アマニューはフランス王シャルル5世に上訴を送った。その上訴状は今日までパリの国立公文書館に保存されている。在地貴族らは彼を「和平条約によりイングランド王に対するギュイエンヌ公爵領とその他の王領の主権者」と呼んだ。言うまでもなく、フランス王はガスコーニュの反乱軍を自分の陣内に迎え入れた。
1368年6月30日、アルノー＝アマニューがマルグリット・ド・ブルボンと結婚した後、シャルル5世、アルノー＝アマニュー、ジャン1世、ロジェ・ベルナールの間で秘密協定が締結された。シャルル5世は戦争が起こった場合の支援を約束し、ガスコーニュに対する主権の主張を決して放棄しないと誓った。領主たちはオーヴェルニュ、トゥールーズ、ベリー、トゥーレーヌでシャルル5世から報酬をもらって仕え、シャルル5世に誓いを立てることに同意した。貴族たちが再び炉床税（fouage）を自らに課すことを選ばない限り、その後10年間免除された。主権問題を決定するために法律家と貴族らが招集され、彼らは満場一致でシャルル5世がガスコーニュの主権者であることを確認した。アルノー＝アマニューは1401年に亡くなるまでフランス王を支持した。

## 家族
アルノー＝アマニューはブルボン公ピエール1世の娘マルグリット・ド・ブルボンと結婚し、以下の子女をもうけた。
- シャルル1世（1368年 - 1415年） - アルブレ領主、ドルー伯、フランス軍司令官
- マルグリット（1453年没） - キャプタル・ド・ビュシュのガストン1世・ド・フォワ＝グライーと結婚